# Vaunac
Vaunac település Franciaországban, Dordogne megyében. Lakosainak száma 240 fő (2022. január 1.). Vaunac Saint-Romain-et-Saint-Clément, Négrondes, Lempzours, Corgnac-sur-l’Isle, Eyzerac, Thiviers, Saint-Jean-de-Côle és Saint-Pierre-de-Côle községekkel határos.

## Népesség
A település népessége az elmúlt években az alábbi módon változott:
| Lakosok száma | 235  | 210  | 230  | 242  | 263  | 279  | 273  | 262  | 248  | 240  |
|               | 1968 | 1982 | 1999 | 2006 | 2011 | 2015 | 2017 | 2018 | 2020 | 2022 |